# Seznam jezer v Asii
Seznam asijských jezer.

## Podle zemí

### Mezinárodní
- Aralské jezero (Kazachstán, Uzbekistán)
- Buir núr (Čína, Mongolsko)
- Chanka (Čína, Rusko)
- Kaspické moře (Ázerbájdžán, Rusko, Kazachstán, Turkmenistán, Írán)
- Mrtvé moře (Izrael, Jordánsko, Palestina)
- Sarykamyšské jezero (Turkmenistán, Uzbekistán)
- Tere-chol (Mongolsko, Rusko)
- Uvs núr (Mongolsko, Rusko)
- Zorkul (Afghánistán, Tádžikistán)

### Afghánistán
- Band-e Amir
- Hamun-i-Helmand

### Arménie
- Sevan

### Ázerbájdžán
- Modré jezero

### Čína
Viz Seznam jezer v Číně.

### Filipíny
- Caliraya
- Laguna de Bay
- Lanao
- Naujan
- Taal

### Gruzie
- Amtkel
- Paleostomi
- Paravani
- Rica
- Tabackuri

### Indie
- Chilika
- Powai
- Rúp Kund (Skeleton Lake)

### Indonésie
- na Celebesu
  - Limboto
  - Matana
  - Poso
  - Sidenreng
  - Tempe
  - Tondano
  - Towuti
- na Sumatře
  - Maninjau
  - Singkarak
  - Toba
- na Nové Guineji
  - Paniai
  - Sentani

### Irák
- Bahr al Milh
- Buhayrat ath Tharthar
- Hammar
- Hawr al Habbaniyah

### Írán
- Gohar
- Hamun
- Namak
- Urmijské jezero
- Zarivar

### Izrael
- Galilejské jezero

### Japonsko
Viz Seznam jezer v Japonsku.

### Kambodža
- Tonlesap

### Kazachstán
Viz Seznam jezer v Kazachstánu.

### Kyrgyzstán
- Čatyrkol
- Issyk-kul
- Jassyk kul (Zhasyl kul)
- Sonkol

### Mongolsko
Viz Seznam jezer v Mongolsku.

### Pákistán
- Borith
- Saiful Muluk
- Hanna

### Rusko
Viz Seznam jezer v Rusku.
- Bajkal
- Čany
- Chantajské jezero
- Tajmyrské jezero

### Tádžikistán
Viz Seznam jezer v Tádžikistánu.

### Turecko
- Acı
- Akşehir
- Bafa
- Beyşehir
- Burdur
- Çıldır
- Eğirdir
- Hirfanli baraji
- İznik
- Kuş/Manyas
- Tuz
- Ulubat
- Vanské jezero

### Turkmenistán
- Durun
- Kara-Bogaz-Gol

### Uzbekistán
- Ajdarkul
- Dengizkul
- Sudočje

### Vietnam
- Hanoj
  - Ba Mau
  - Bay Mau
  - Giang Vo
  - Hoan Kiem
  - Thien Quang
  - Truc Bach
  - Západní jezero

## Podle pohoří
- Altajská jezera
- Kavkazská jezera
- Pamírská jezera